# Abaurrepea
Abaurrepea (hiszp.: Abaurrea Baja) – gmina w Hiszpanii, w Nawarze, o powierzchni 10,89 km². W 2011 roku gmina liczyła 39 mieszkańców.